# Éberhard
Éberhard est un nom personnel et un patronyme d'origine germanique. En France au début du XXe siècle, il était surtout fréquent dans l'est (Moselle et Bas-Rhin surtout), ainsi que dans les Pyrénées-Atlantiques et dans une moindre mesure en région parisienne et Seine-Maritime.

## Histoire
Albert Dauzat le considère comme originaire d'Alsace-Lorraine.
Sa présence dans le Béarn est attestée dès le XIIe siècle (nom personnel et patronyme).

## Étymologie
Il se compose des mots germaniques eber (sanglier) et hard (fort).

## Variantes
- Ébrard[3]
- Évrard
- Eberhard en allemand
- Erhard forme abrégée en allemand

## Personnalités

### Personnalités portant le nom personnel
- Eberhard (867-899), comte en Zürichgau.
- Eberhard de Strasbourg († ?), évêque de Strasbourg de 1125 à 1127
- Eberhard de Nysa († 1326), évêque polonais
- Eberhard Anheuser (1805–1880)[4]
- Eberhard Blum (1919-2003), ancien président du Service fédéral de renseignement de la République fédérale Allemande
- Eberhard Blum (1940), un peintre et musicien[5]
- Eberhard Bosslet (1953)[6]
- Robert Wilhelm Eberhard Bunsen (1811–1899), chimiste[7]
- Christian Eberhard Eberlein (1749-1804)[8]
- Eberhard Ege (né en 1868)[9]
- Eberhard Emminger (1808 - 1885)[10]
- Eberhard Eysert (né en 1860)[11]
- John Eberhard Faber (1822 - 1879)[12]
- Johann Karl Eberhard Glocker[13]
- Kurt Eberhard Göllner[14]
- Eberhard Haarmann[15]
- Eberhard Siegfried Henne[16]
- Eberhard Dietrich Holtzbecher[17]
- Johann Eberhard Ihle[18]
- Ernst Eberhard Ihne (1848 - 1917) architecte[19],[20]
- Eberhard Werner Happel (1647–1690)
- Eberhard Hempel (1886 - 1967), historien d'art[21]
- Eberhard Kieser graveur[22]
- August Eduard Eberhard Adolph Kundt (1839–94)[23]
- August Eberhard Müller (1767 - 1817)[24]
- Eberhard Nestle (1851–1913)[25],[26]
- Eberhard Quirin (né en 1864), peintre, graveur et illustrateur[27]
- Friedrich Eberhard Rambach (1767–1826)[28]
- Friedrich Eberhard von Rochow  (1734–1805)[29]
- Georg Eberhard Rumpf (1627 - 1702)[30]
- Eberhard von Rundstedt (1802 - 1851), peintre[31]
- Eberhard et Martin Schoeftmayer, peintres[32]
- Eberhard Wolfgang Schöpf, peintre[33]
- Eberhard Schlotter (né en 1921), peintre[34]
- Jakob Eberhard Schwarz, sculpteur sur bois[35]
- Eberhard Sommer, sculpteur et architecte[36]
- Eberhard Stammel (1833 - 1906), peintre[37]
- Johann Eberhard Stengelein (mort en 1803), peintre sur porcelaine[38]
- Eberhard Viegener (1890 - 1967), peintre et graveur[39]
- Eberhard Wächter (mort en 1852), peintre[40]
- Eberhard Wächter (né en 1929)[41]
- Eberhard Waechter (1929 - 1992), baryton[42]
- Eberhard Weber (né en 1940)[43]
- Eberhard Heinrich Zeidler (1926) architecte[44],[45]
- Eberhard Zobel (1757 - 1837), peintre[46]

- Le nom Eberhard fut beaucoup porté :
  - par les comtes de Nordgau : voir Liste des comtes de Nordgau
  - dans la maison de Wurtemberg : voir Eberhard de Wurtemberg (homonymie)

### Personnalités portant le nom de famille
- EBERHARD (XIIIe et XIVe siècles), peintre sur verre[47]
- EBERHARD, lithographe actif au début du XIXe siècle[48]
- EBERHARD, sculpteur actif vers 1402[49]
- Anton Eberhard, (°1892 - †1967)
- Ernst Hans Eberhard (1866-1945), historien allemand
- Franz Eberhard (1767-1836), sculpteur allemand
- Fritz Eberhard, (°1896 - †1982)
- Georg Adam Eberhard, peintre[50]
- Giustina Maria Eberhard, soprano[51]
- Heinrich Eberhard, (né en 1884) peintre[52]
- Heinrich Wilhelm Eberhard, graveur[53]
- Johann Augustus Eberhard, (°1739 - †1809), philosophe allemand[54],[55].
- Johann Paul Eberhard, (1723 - 1795), graveur et architecte
- Johann Peter Eberhard (1727–79)[56]
- Johann Richard Eberhard, (1739 - 1813)[57]
- Karl Eberhard (1985-), homme de théâtre, comédien et metteur en scène français.
- Klaus Eberhard (1957-), joueur allemande de tennis.
- Konrad Eberhard, (°1768 - †1859)
- Kurt Eberhard, (°1874 - †1947), militaire allemand.
- Martin Eberhard (1960-), ingénieur américain.
- Paul Eberhard, (°1917), bobeur suisse.
- Robert Georges Eberhard, (né en 1884)[58]
- Simone Eberhard, (1922- ), écrivain et poète vaudoise.
- Théodore Eberhard (1812–1874), architecte et homme politique luxembourgeois
- Weber Eberhard (né en 1940)[59]

## Autres
- Eberhard & Co
- Eberhard, de la famille des Etichonides.